# Georges d'Avenel
Georges d'Avenel, född 2 juni 1855, död 7 februari 1939, var en fransk historiker.
d'Avenel har lämnat många värdefulla bidrag till sitt lands kulturella och ekonomiska historia: Histoire économique del la propriété, des salaires, des denrées...1200–1800 (6 band 1894–1912), La fortune privée à travers sept siècles (1895), Le mécanisme de la vie moderne (5 band 1905-08), Paysans et ouvriers depuis sept cents ans (1913) med flera. Särskilt sysslade d'Avenel med Richelieus tid, Richelieu et la monarchie absolue (1885, ny upplaga 1895) med flera arbeten.